# Contea di Alcorn
La contea di Alcorn (in inglese Alcorn County) è una contea dello Stato del Mississippi, negli Stati Uniti. La popolazione al censimento del 2000 era di 34 558 abitanti. Il capoluogo di contea è Corinth.

## Geografia antropica

### Città
- Corinth
- Glen